# Abdullah al-Adil
Abu Muhammad Abdullah al-Adil (arab. أبو محمد عبد الله العادل = Abū Muḥammad ʿAbd Allah al-ʿĀdil; zm. 4 października 1227 w Marrakeszu) – kalif Maroka z dynastii Almohadów, syn kalifa Jakuba al-Mansura. 

## Życiorys
Wstąpił na tron po krótkotrwałym panowaniu Abd al-Wahida I. Jego rządy przypadały na okres chaosu i walk między marokańskimi klanami, jakie wybuchły po śmierci kalifa Abu Jakuba Jusufa II. Abdullah al-Adil nie zdołał powstrzymać dalszego upadku państwa, dodatkowo osłabianego powstaniami arabskich Beduinów. W 1227 roku doszło do rewolty Idrisa I, brata Abdullaha i dotychczasowego zarządcy Sewilli, który wkrótce opanował cały kraj, zabił Abdullaha i dalszych pretendentów do tronu, po czym sam ogłosił się kalifem.